# Eleições regionais na Catalunha em 1995
As eleições regionais na Catalunha em 1995 foram realizadas a 19 de Novembro e, serviram para eleger os 135 deputados ao Parlamento Regional.
Os resultados das eleições deram a quinta vitória consecutiva à Convergência e União, liderada por Jordi Pujol, ao conquistar 41% dos votos. Apesar desta vitória, a CiU perdeu a maioria absoluta, que detinha desde 1984.
O Partido dos Socialistas da Catalunha obteve o seu pior desde 1980, ao ficar-se pelos 24,9%, enquanto, o Partido Popular foi o partido que mais subiu, conquistando 13,1% e a terceira posição.
A Esquerda Republicana da Catalunha manteve a sua trajectória de subida eleitoral, ganhando 9,5% dos votos, enquanto que, a Iniciativa pela Catalunha Verdes recuperaram votos, conquistando 9,7% dos votos.
Após as eleições, a CiU continuou a liderar o governo regional, graças a um pacto efectuado com o PP, conhecido como "Pacto de Majestic", em que, a CiU se comprometia a apoiar o governo de Aznar a nível nacional, e, em troca, os populares apoiavam um governo dos convergentes.

## Resultados Oficiais
| Partido                 | Partido                              | Votos     | %               | +/-   | Deputados | +/-   |
| ----------------------- | ------------------------------------ | --------- | --------------- | ----- | --------- | ----- |
|                         | Convergência e União                 | 1 320 071 | 40,95 / 100,00  | 5,24  | 60 / 135  | 10    |
|                         | Partido dos Socialistas da Catalunha | 802 252   | 24,89 / 100,00  | 2,66  | 34 / 135  | 6     |
|                         | Partido Popular                      | 421 752   | 13,08 / 100,00  | 7,11  | 17 / 135  | 10    |
|                         | Iniciativa pela Catalunha Verdes     | 313 092   | 9,71 / 100,00   | 1,98  | 11 / 135  | 4     |
|                         | Esquerda Republicana da Catalunha    | 305 867   | 9,49 / 100,00   | 1,53  | 13 / 135  | 2     |
|                         | Outros                               | 29 501    | 0,91 / 100,00   |       | 0 / 135   |       |
| Votos Inválidos         | Votos Inválidos                      | 40 424    | 1,25 / 100,00   | 0,35  |           |       |
| Total                   | Total                                | 3 232 959 | 100,00 / 100,00 |       | 135 / 135 |       |
| Eleitorado/Participação | Eleitorado/Participação              | 5 079 981 | 63,64 / 100,00  | 8,77  |           |       |
| Fonte                   | Fonte                                | [ 3 ]     | [ 3 ]           | [ 3 ] | [ 3 ]     | [ 3 ] |

## Resultados por Províncias
| Província | %     | D   | %     | D   | %     | D  | %     | D   | %     | D   | D   | Votantes  |
| Província | CiU   | CiU | PSC   | PSC | PP    | PP | ICV   | ICV | ERC   | ERC | D   | Votantes  |
| --------- | ----- | --- | ----- | --- | ----- | -- | ----- | --- | ----- | --- | --- | --------- |
| Barcelona | 39,05 | 34  | 25,43 | 22  | 13,62 | 12 | 11,23 | 10  | 8,70  | 7   | 85  | 2 447 341 |
| Girona    | 48,63 | 9   | 25,74 | 5   | 7,86  | 1  | 4,01  | -   | 12,27 | 2   | 17  | 289 028   |
| Lérida    | 49,72 | 8   | 19,48 | 3   | 12,21 | 2  | 4,16  | -   | 12,82 | 2   | 15  | 199 793   |
| Tarragona | 43,20 | 9   | 23,21 | 4   | 14,35 | 2  | 6,44  | 1   | 11,05 | 2   | 18  | 296 797   |
| Catalunha | 40,95 | 60  | 24,89 | 34  | 13,08 | 17 | 9,71  | 11  | 9,49  | 13  | 135 | 3 232 959 |

### Barcelona
| Partido                 | Partido                              | Votos     | %               | +/-  | Deputados | +/- |
| ----------------------- | ------------------------------------ | --------- | --------------- | ---- | --------- | --- |
|                         | Convergência e União                 | 953 419   | 39,05 / 100,00  | 5,53 | 34 / 85   | 7   |
|                         | Partido dos Socialistas da Catalunha | 620 756   | 25,43 / 100,00  | 3,46 | 22 / 85   | 5   |
|                         | Partido Popular                      | 332 417   | 13,62 / 100,00  | 7,69 | 12 / 85   | 7   |
|                         | Iniciativa pela Catalunha Verdes     | 274 222   | 11,23 / 100,00  | 2,64 | 10 / 85   | 4   |
|                         | Esquerda Republicana da Catalunha    | 212 335   | 8,70 / 100,00   | 1,51 | 7 / 85    | 1   |
|                         | Outros                               | 24 067    | 0,99 / 100,00   |      | 0 / 85    |     |
| Votos Inválidos         | Votos Inválidos                      | 30 125    | 1,23 / 100,00   | 0,26 |           |     |
| Total                   | Total                                | 2 447 341 | 100,00 / 100,00 |      | 85 / 85   |     |
| Eleitorado/Participação | Eleitorado/Participação              | 3 891 435 | 62,89 / 100,00  | 9,53 |           |     |

### Girona
| Partido                 | Partido                              | Votos   | %               | +/-  | Deputados | +/-     |
| ----------------------- | ------------------------------------ | ------- | --------------- | ---- | --------- | ------- |
|                         | Convergência e União                 | 140 012 | 48,63 / 100,00  | 5,66 | 9 / 17    | 2       |
|                         | Partido dos Socialistas da Catalunha | 74 124  | 25,74 / 100,00  | 3,93 | 5 / 17    | 1       |
|                         | Esquerda Republicana da Catalunha    | 35 338  | 12,27 / 100,00  | 0,67 | 2 / 17    | Estável |
|                         | Partido Popular                      | 22 618  | 7,86 / 100,00   | 3,90 | 1 / 17    | 1       |
|                         | Iniciativa pela Catalunha Verdes     | 11 546  | 4,01 / 100,00   | 0,43 | 0 / 17    | Estável |
|                         | Outros                               | 1 966   | 0,69 / 100,00   |      | 0 / 17    |         |
| Votos Inválidos         | Votos Inválidos                      | 3 424   | 1,18 / 100,00   | 0,62 |           |         |
| Total                   | Total                                | 289 028 | 100,00 / 100,00 |      | 17 / 17   |         |
| Eleitorado/Participação | Eleitorado/Participação              | 426 588 | 67,75 / 100,00  | 5,91 |           |         |

### Lérida
| Partido                 | Partido                              | Votos   | %               | +/-  | Deputados | +/-     |
| ----------------------- | ------------------------------------ | ------- | --------------- | ---- | --------- | ------- |
|                         | Convergência e União                 | 98 995  | 49,72 / 100,00  | 3,88 | 8 / 15    | 1       |
|                         | Partido dos Socialistas da Catalunha | 38 796  | 19,48 / 100,00  | 2,35 | 3 / 15    | 1       |
|                         | Esquerda Republicana da Catalunha    | 25 533  | 12,82 / 100,00  | 3,03 | 2 / 15    | 1       |
|                         | Partido Popular                      | 24 319  | 12,21 / 100,00  | 5,34 | 2 / 15    | 1       |
|                         | Iniciativa pela Catalunha Verdes     | 8 282   | 4,16 / 100,00   | 0,13 | 0 / 15    | Estável |
|                         | Outros                               | 1 131   | 0,57 / 100,00   |      | 0 / 15    |         |
| Votos Inválidos         | Votos Inválidos                      | 2 737   | 1,38 / 100,00   | 0,45 |           |         |
| Total                   | Total                                | 199 793 | 100,00 / 100,00 |      | 15 / 15   |         |
| Eleitorado/Participação | Eleitorado/Participação              | 300 023 | 66,59 / 100,00  | 6,47 |           |         |

### Tarragona
| Partido                 | Partido                              | Votos   | %               | +/-  | Deputados | +/-     |
| ----------------------- | ------------------------------------ | ------- | --------------- | ---- | --------- | ------- |
|                         | Convergência e União                 | 127 645 | 43,20 / 100,00  | 2,58 | 9 / 18    | Estável |
|                         | Partido dos Socialistas da Catalunha | 68 576  | 23,21 / 100,00  | 3,29 | 4 / 18    | 1       |
|                         | Partido Popular                      | 42 398  | 14,35 / 100,00  | 6,67 | 2 / 18    | 1       |
|                         | Esquerda Republicana da Catalunha    | 32 661  | 11,05 / 100,00  | 1,87 | 2 / 18    | Estável |
|                         | Iniciativa pela Catalunha Verdes     | 19 042  | 6,44 / 100,00   | 0,02 | 1 / 18    | Estável |
|                         | Outros                               | 2 337   | 0,80 / 100,00   |      | 0 / 18    |         |
| Votos Inválidos         | Votos Inválidos                      | 4 138   | 1,40 / 100,00   | 0,71 |           |         |
| Total                   | Total                                | 296 797 | 100,00 / 100,00 |      | 18 / 18   |         |
| Eleitorado/Participação | Eleitorado/Participação              | 461 935 | 64,25 / 100,00  | 6,40 |           |         |

## Resultados por Comarcas
Os resultados apresentados referem-se aos partidos que obtiveram, no mínimo, 1,00% dos votos:
| Comarca           | %     | %     | %     | %     | %     |
| Comarca           | CiU   | PSC   | PP    | ICV   | ERC   |
| ----------------- | ----- | ----- | ----- | ----- | ----- |
| Alt Camp          | 47,73 | 21,80 | 8,76  | 4,21  | 15,99 |
| Alt Empordà       | 47,28 | 25,39 | 10,72 | 3,45  | 11,44 |
| Alt Penedès       | 50,06 | 23,38 | 7,64  | 4,69  | 12,69 |
| Alt Urgell        | 55,19 | 18,07 | 9,36  | 2,29  | 13,62 |
| Alta Ribagorça    | 46,29 | 32,89 | 8,13  | 3,27  | 7,93  |
| Anoia             | 49,92 | 24,28 | 9,06  | 5,98  | 9,10  |
| Bages             | 49,88 | 23,29 | 7,20  | 5,83  | 12,33 |
| Baix Camp         | 42,11 | 24,08 | 13,28 | 6,60  | 12,19 |
| Baix Ebre         | 44,51 | 20,49 | 16,91 | 5,94  | 10,70 |
| Baix Empordà      | 48,73 | 27,42 | 7,25  | 3,95  | 11,12 |
| Baix Llobregat    | 31,59 | 31,10 | 12,66 | 16,06 | 6,44  |
| Baix Penedès      | 45,24 | 27,75 | 11,45 | 4,65  | 9,08  |
| Barcelonès        | 36,57 | 24,67 | 16,74 | 11,65 | 8,30  |
| Berguedà          | 52,77 | 20,01 | 6,70  | 3,04  | 16,13 |
| Cerdanha          | 53,78 | 19,04 | 8,38  | 3,10  | 13,85 |
| Conca de Barberà  | 49,06 | 16,71 | 8,10  | 5,13  | 19,19 |
| Garraf            | 41,16 | 26,38 | 12,04 | 9,37  | 9,30  |
| Garrigues         | 49,97 | 16,71 | 9,56  | 2,70  | 19,95 |
| Garrotxa          | 55,22 | 20,96 | 5,52  | 2,93  | 14,03 |
| Gironès           | 41,83 | 31,69 | 8,24  | 4,50  | 12,30 |
| Maresme           | 46,34 | 22,73 | 11,66 | 7,50  | 9,99  |
| Montsià           | 46,82 | 21,70 | 13,22 | 7,09  | 9,78  |
| Noguera           | 54,17 | 16,21 | 10,50 | 3,04  | 14,95 |
| Osona             | 58,81 | 14,80 | 5,44  | 3,61  | 16,14 |
| Pallars Jussà     | 53,35 | 22,14 | 6,90  | 3,48  | 12,86 |
| Pallars Sobirà    | 55,86 | 21,66 | 5,88  | 3,50  | 11,99 |
| Pla de l'Estany   | 55,91 | 16,99 | 6,65  | 2,44  | 16,70 |
| Pla d'Urgell      | 50,99 | 17,01 | 11,38 | 2,41  | 16,70 |
| Priorat           | 48,85 | 21,58 | 7,40  | 3,73  | 16,66 |
| Ribera d'Ebre     | 49,35 | 22,24 | 10,94 | 4,58  | 11,64 |
| Ripollès          | 56,29 | 21,39 | 4,77  | 3,83  | 12,37 |
| Segarra           | 57,01 | 11,30 | 11,14 | 2,80  | 16,25 |
| Segrià            | 44,25 | 22,91 | 15,14 | 5,90  | 9,91  |
| Selva             | 51,04 | 23,01 | 7,56  | 5,06  | 11,99 |
| Solsonès          | 63,44 | 9,66  | 9,21  | 2,20  | 14,01 |
| Tarragonès        | 38,51 | 24,65 | 18,09 | 8,14  | 8,59  |
| Terra Alta        | 46,82 | 15,62 | 19,42 | 4,80  | 12,09 |
| Urgell            | 54,65 | 14,70 | 10,20 | 3,23  | 15,63 |
| Vale de Aran      | 50,27 | 24,71 | 16,32 | 2,83  | 4,14  |
| Vallès Occidental | 37,60 | 27,70 | 11,35 | 13,51 | 7,80  |
| Vallès Oriental   | 44,90 | 25,11 | 9,94  | 9,32  | 9,01  |
| Catalunha         | 40,95 | 24,88 | 13,08 | 9,71  | 9,49  |